# Yorkshire Drydock Box
Die Baureihe Yorkshire Drydock Box, kurz YDD Box ist eine Gruppe kleinerer Küstenmotorschiffstypen der Werft Yorkshire Drydock Company in Kingston upon Hull.

## Geschichte
Die Fluss-Seeschiffstypen der Yorkshire Drydock Company wurden in den 1970er Jahren auf der Grundlage einer Serie von Doppelschrauben-Binnenschiffen der Yorkshire Drydock Company konzipiert, die im Getreidetransport von Liverpool nach Manchester eingesetzt wurden. Von der Küstenschifffahrtsreederei Eggar Forrester wurden in Hull zunächst drei daran angelehnte Küstenmotorschiffe einer ersten rund 44 Meter langen Baureihe in Auftrag gegeben. Diese ersten sehr einfach gebauten Einheiten wurden ab 1976 abgeliefert. Sie waren ohne Ladung nur bedingt seetauglich, da sie keine Ballasttanks besaßen. Der Antrieb bestand aus jeweils zwei Caterpillar Hauptmotoren, die ihre Kraft auf Aquamaster Ruderpropeller übertrugen. Ihr Vorteil bestand in der geringen Besatzungsstärke von lediglich vier Mann. Drei weitere Schiffe dieses 44 Meter langen Typs wurden von der Nordsøværftet in Ringkøbing abgeliefert. Die Bauausführung der dänischen Schiffe war bei geringerem Baupreis etwas anspruchsvoller – so verfügten sie zum Beispiel über Ballasttanks. Alle sechs Einheiten wurden bis 1984 von der Reederei R. Lapthorn aus Hoo bereedert. Lapthorns gute Erfahrungen mit den anfangs bereederten Einheiten führten zu Bauaufträgen für seegängigere eigene Schiffe bei der Yorkshire Drydock Company. Insgesamt wurden dort bis in die 1990er Jahre 25 weitere Einheiten mehrerer jeweils vergrößerter YDD-Box-Typen mit 50, 58, 69 und schließlich 78 Metern Länge geordert.

## Die Schiffe (Auswahl)
| Schiffsname | Bauwerft/ Baunummer | IMO-Nummer | Ablieferung       | Auftraggeber                                               | Umbenennungen und Verbleib |
| ----------- | ------------------- | ---------- | ----------------- | ---------------------------------------------------------- | --- |
| Wilks       | Yorkshire/ -        | 7510274    | 1976              | Eggar Forrester                                            | 1986 umgebaut zum Tanker Teesdale H, 2008 SD Teesdale, so in Fahrt. |
| Wis         | Yorkshire/ -        | 7533630    | 1977              | Eggar Forrester                                            | 1986 Breydon Venture, 1999 umgebaut zum Tanker Rix Hawk, 2013 Restorer II, aufgelegt. |
| Lu          | Nordsövärftet/ 144  | 8012798    | 12. Dezember 1980 | Eggar Forrester                                            | 1988 Bobara, ab 9. Juni 2007 in Aliaĝa verschrottet. |
| Wiggs       | Nordsövärftet/ 145  | 8012803    | 12. Januar 1981   | Eggar Forrester                                            | 1988 Doli, ab 28. Februar 2007 bei Simsekler in Aliaĝa verschrottet. |
| Wiris       | Nordsövärftet/ 153  | 8022406    | 13. März 1983     | Eggar Forrester                                            | 1988 Oraŝac, ab 9. Dezember 2006 bei Simsekler in Aliaĝa verschrottet. |
| Hoocreek    | Yorkshire/ -        | 8203488    | 1982              | R. Lapthorn                                                | 2005 Hero M, 2009 Sundus, Totalverlust am 8. Dezember 2008. |
| Whitonia    | Yorkshire/ -        | 8203490    | 1983              | Byron Chartering & Trading Company, Chelmsford R. Lapthorn | 1997 Antonia B, 1999 Hoofort, im Januar 2002 vor Rye auf Grund gelaufen und später zum Leichter umgebaut. |
| Ardent      | Yorkshire/ -        | 8213445    | 1983              | R. Lapthorn                                                | 2010 Eos, 2022: Oscar, so in Fahrt. |
| Hoo Plover  | Yorkshire/ -        | 8213457    | 1983              | R. Lapthorn                                                | 2004 Antic, ab 5. Mai 2009 verschrottet. |
| Hoo Willow  | Yorkshire/ -        | 8310841    | 1984              | R. Lapthorn                                                | 2006 Willow, 2012 Irem, so in Fahrt. |
| Hoo Laurel  | Yorkshire/ -        | 8324581    | 1984              | R. Lapthorn                                                | 2006 Lark, 2010 River Leader, 2012 River King, 2015 River Eregli. |
| Hoopride    | Yorkshire/ -        | 8324593    | 1984              | R. Lapthorn                                                | 2006 Pipit, 2010 River Pride, 2015 River Pride I, 2015 River Pride, 2017 Musa Kaptan, 2020 Akre-1. |
| Hoo Tern    | Yorkshire/ -        | 8410263    | 1984              | R. Lapthorn                                                | 2005 Lider Ceylan, 2010 Ceylan, 2015 Mehtap, so in Fahrt. |
| Hoocrest    | Yorkshire/ -        | 8519954    | 1984              | R. Lapthorn                                                | 2007 Curlew, 2009 River Carrier, 2011 Noah, 2013 Alize, 2020 Banu, 2023 Rustem, so in Fahrt. |
| Betty-Jean  | Yorkshire/ -        | 8420919    | 1985              | R. Lapthorn                                                | 1999 Hoomoss, 2006 Lider Kartal, ab 11. Februar 2011 bei Izmir Geri Donusum in Aliaĝa verschrottet. |
| Dowlais     | Yorkshire/ 288      | 8403521    | 1985              | Harris & Dixon R. Lapthorn                                 | 2002 Union Arrow, 2007 Dowlais, 2007 Dowlais D, 2009 Astradeni, 2010 Cpt. Lampros, 2011 Dalian 1, 2012 Tokas, 2013 Besstrashnyi. |
| Hoo Swan    | Yorkshire/ -        | 8420921    | 1986              | R. Lapthorn                                                | 2006 Swallow, 2009 River Spirit, so in Fahrt. |
| Hoo Marlin  | Yorkshire/ -        | 8510295    | 1986              | R. Lapthorn                                                | 2006 Martin, 2017 zum stationären Fischereifarm-Fahrzeug Matarheyggur umgebaut. |
| Hoo Finch   | Yorkshire/ -        | 8804775    | 1988              | R. Lapthorn                                                | 2006 Fulmar, 2009 Ariadne, 2011 Finch, im Mai 2011 unter dem inoffiziellen Namen Spirit of Rachel Corrie für eine Hilfslieferung der Perdana Global Peace Foundation eingesetzt und an der Küste des Gazastreifen von der israelischen Marine gestoppt, 2012 Adam, 2014 Zain, 2016 Totalverlust. |
| Hoo Beech   | Yorkshire/ -        | 8813051    | 1989              | R. Lapthorn                                                | 2006 Teal, 2009 River Trader, so in Fahrt. |
| Hoo Swift   | Yorkshire/ -        | 8804787    | 1989              | R. Lapthorn                                                | 2006 Swift. |
| Hoo Maple   | Yorkshire/ -        | 8813049    | 1989              | R. Lapthorn                                                | 2004 Argabay, als Bagger umgebaut, 2018 Al Gharb, in Fahrt. |
| Hoo Robin   | Yorkshire/ -        | 8805482    | 1989              | R. Lapthorn                                                | 2006 Redwing, 2009 Danae, so in Fahrt. |
| Ilona G     | Yorkshire/ -        | 9002441    | 1990              | R. Lapthorn                                                | 2006 Grace, 2010 Grace S, 2018 Ballista, 2021 Sefa, so in Fahrt. |
| Hoo Falcon  | Yorkshire/ 325      | 9006423    | 1991              | R. Lapthorn                                                | 2006 Falcon, 2017 Alcon, so in Fahrt. |
| Bowcliffe   | Yorkshire/ 326      | 9006435    | 30. April 1992    | John I. Jacobs                                             | 1994 Fast Ken, 1999 Bowcliffe, 2005 Sea Mithril, 2014 Eagle, 2016 Eagles, 2017 Naci Atabey, 2020 Sema, 2022 Happy Gokay, 2023 Artof, so in Fahrt. |
| Hoo Larch   | Yorkshire/ 327      | 9006447    | 1992              | R. Lapthorn                                                | 2003 Union Ruby, 2004 Sea Ruby, 2021 My Defne, 2023 Jetmax II, so in Fahrt. |
| Hoo Kestrel | Yorkshire/ 328      | 9006459    | 1993              | R. Lapthorn                                                | 2003 Union Sapphire, 2004 Sea Kestrel, 2021 My Reyhan, so in Fahrt. |
| Torrent     | Yorkshire/ 329      | 9015929    | 1992              | Franco-British Chartering Agency                           | 2014 Eems Delta, 2019 Am Delta, so in Fahrt. |